# Alexander-Martin Sardina
Alexander-Martin Sardina (prononciation en allemand : [za.ˈdɪ.nɐ]  ; prononciation en italien : [saɾ.ˈdiː.na] ), né le 15 septembre 1973 à Hambourg, est un historien de l’éducation et ancien membre du Parlement de Hambourg (MdHB) pour l’Union chrétienne-démocrate d'Allemagne (CDU). Il est catholique et possède les nationalités allemande et italienne.

## Biographie / vie professionnelle
M. Sardina a fréquenté l’établissement jésuite « Sankt Ansgar » à Hambourg. En 1990, il a participé à un programme d’échange à la Loyola High School à Los Angeles et a obtenu son diplôme d’études secondaires (Abitur) en 1994. Il a étudié les Sciences de l'éducation, la  civilisation américaine et la science politique et a effectué ses études aux États-Unis, en Chine, à Macao et à Hong Kong.
Ses travaux réalisés pour l’obtention de son diplôme d’État (Staatsexamen) de 2002 portent sur l’éducation contradictoire dans les écoles allemandes à l’époque du national-socialisme. En 2016, M. Sardina soumet une thèse en deux volumes dans laquelle il évalue les dossiers de l’administration militaire soviétique et de la RDA sur l’enseignement des langues étrangères entre 1945 et 1989. L’accent est mis sur « l’anglais », mais le « français » est également étudié et considéré comme la troisième langue du bloc de l’Est. Elle est mentionnée à maintes reprises dans le texte et traitée dans un chapitre séparé.
Depuis 2003, M. Sardina travaille à son compte en tant que traducteur et que conférencier en éducation politique, principalement à Berlin, en tant que conseiller en management.

## Carrière politique
En 1994, Sardina est devenu membre de la CDU.
De 1997 à 2002, il a occupé sa première fonction publique en devenant membre du conseil d’administration de l’Académie (ministère de l'éducation) de Hambourg (Behörde für Schule, Jugend und Berufsbildung). De 2002 à 2004, il a siégé au conseil d’administration du ministère de l’Environnement et de la Santé (Behörde für Umwelt und Gesundheit). Il a également exercé la fonction de chef de groupe parlementaire à l’Assemblée régionale de Hambourg-Mitte (Bezirksversammlung Hamburg-Mitte) en 2001 à 2005, puis de 2004 à 2005, il a également présidé le Parlement local.
M. Sardina a également été membre du Bürgerschaft de Hambourg de 2005 à 2008. Il a également participé aux commissions européennes, pétitions et à la commission d’enquête « Feuerbergstraße », qui devait établir les conditions de vie dans une prison pour mineurs délinquants. Il a également été membre représentatif des commissions du budget, de la culture et du développement urbain et de la construction.
M. Sardina était porte-parole de la politique asiatique de la CDU. En outre, il a été élu par le Parlement au conseil d’administration de la fondation « Asien-Brücke » (littéralement : « Pont vers l'Asie »), une association caritative du Sénat visant à promouvoir l’aide au développement, en particulier au Sri Lanka.
M. Sardina a été le premier député à avoir un « bureau de circonscription » (Wahlkreisbüro) dans un ancien magasin à Hambourg-Horn (Arrondissement de Hambourg-Mitte) avant l’introduction des circonscriptions à Hambourg. Son idée était de faciliter le contact avec les députés ; les citoyens pouvaient directement s’entretenir avec leur député sans rendezvous et en toute simplicité. Le « bureau de circonscription » a été inauguré le 12 janvier 2006 par le Premier bourgmestre de Hambourg, Ole von Beust, et M. Sardina lors d’une réception.
L’héritage politique de M. Sardina (15 dossiers au total) a été confié aux « Archives de la politique chrétienne-démocrate » (ACDP), Sankt Augustin. Certains dossiers sont classifiés.

## Adhésions
En 1994, M. Sardina a rejoint le Mouvement européen international (Union des fédéralistes européens) et celui des Jeunes Européens fédéralistes. De 1997 à 2008, il a occupé différents postes dans les deux organisations, dont cinq ans en tant que président régional. En 2009, il est élu membre d’honneur.
Il a également été membre de la « Société parlementaire allemande » de Berlin, un club d’anciens parlementaires allemands de tous les parlements et partis.

## Œuvres
- Hello, girls and boys! – Fremdsprachenunterricht in der SBZ und DDR. Berlin, 2018.
- Die Nationalpolitischen Erziehungsanstalten (NAPOLAs) als Beleg für widersprüchliche NS-Erziehungskonzeptionen im Dritten Reich. Diskurs und Zeitzeugenbefragung. Munich, 2010.
- (en tant qu’éditeur) : Die Quellensammlung zum "Traditionsprogramm Rote Kapelle" an der Mildred-Harnack-EOS, Berlin, vor der Wende in der DDR. Hambourg, 2010.
- 38 Fragen an den Abgeordneten Sardina MdHB – Eine kommentierte Dokumentation. Hambourg, 2008 (PDF).
- The Invention of the Euro in Great Britain, Denmark, and Sweden. Londres, 2003.
- Amerikanisches Englisch unter besonderer Berücksichtigung seiner historischen Entwicklung. Gemeinsamkeiten und Unterschiede im Vergleich zum britischen Englisch. Munich, 2000.
- Der administrativ-nachrichtendienstliche Verfassungsschutz als ein zentrales Instrument der "wehrhaften Demokratie" – Zwischen Frühwarnsystem und Existenz-Rechtfertigung. Hambourg, 1998.